# Walther P5
Die Walther P5 ist eine Selbstladepistole des deutschen Waffenherstellers Walther.

## Geschichte und Entwicklung
Als gegen Mitte der 1970er Jahre die westdeutschen Landespolizeien eine neue, stärkere Dienstpistole im Kaliber 9 × 19 mm forderten, begannen die Hersteller Walther (Ulm), SIG Sauer (Eckernförde), Heckler & Koch (Oberndorf) und Mauser (Oberndorf) mit der Entwicklung einer neuen Pistolengeneration, die schließlich als Polizeipistolen P5 (Walther), P6 (SIG Sauer) und P7 (Heckler & Koch) eingeführt wurden. Das von Mauser vorgelegte Modell HSP schied bereits bei ersten Tests der Beschaffungsämter aus.

## Technik
Die P5 nahm technisch Anleihen bei der P38, deren Schwenkriegelverschluss mit kurz zurückgleitendem Lauf übernommen wurde. Die Sicherungssysteme wurden jedoch von Grund auf überarbeitet. Anstelle einer manuellen Sicherung verfügt die P5 über vier unabhängig voneinander arbeitende automatische Sicherungen. Die Pistole kann in feuerbereitem Zustand gefahrlos getragen werden, ohne dass vor der Schussabgabe die Betätigung eines Sicherungshebels erforderlich ist. Ein besonderes Merkmal der P5 ist der kombinierte Schlittenfang- und Entspannhebel, der in seiner Weise bei Pistolen einzigartig ist. Eine weitere Besonderheit ist, dass der Hülsenauswurf nach links erfolgt, im Gegensatz zu den meisten Selbstladepistolen, bei denen der Hülsenauswurf regelmäßig nach rechts erfolgt.
Angeboten wurde die P5 in drei Ausführungen und drei verschiedenen Kalibern (9 × 19 mm, 9 × 21 mm und 7,65 mm Parabellum):
- Die Standardversion P5
- Die Ausführung P5L mit verlängertem Lauf, deren Form an die der P38 erinnert
- Die kompakte Version P5 Compact mit verkürztem Lauf und Schlitten. Anders als die P5 und die P5L erfolgte hier die Magazinverriegelung bei den für den Zivilmarkt gedachten Waffen über einen seitlichen Knopf hinter dem Abzug; auf Behördenwunsch hin gibt es aber auch eine Version mit Magazinhalter am unteren Ende des Griffstücks.

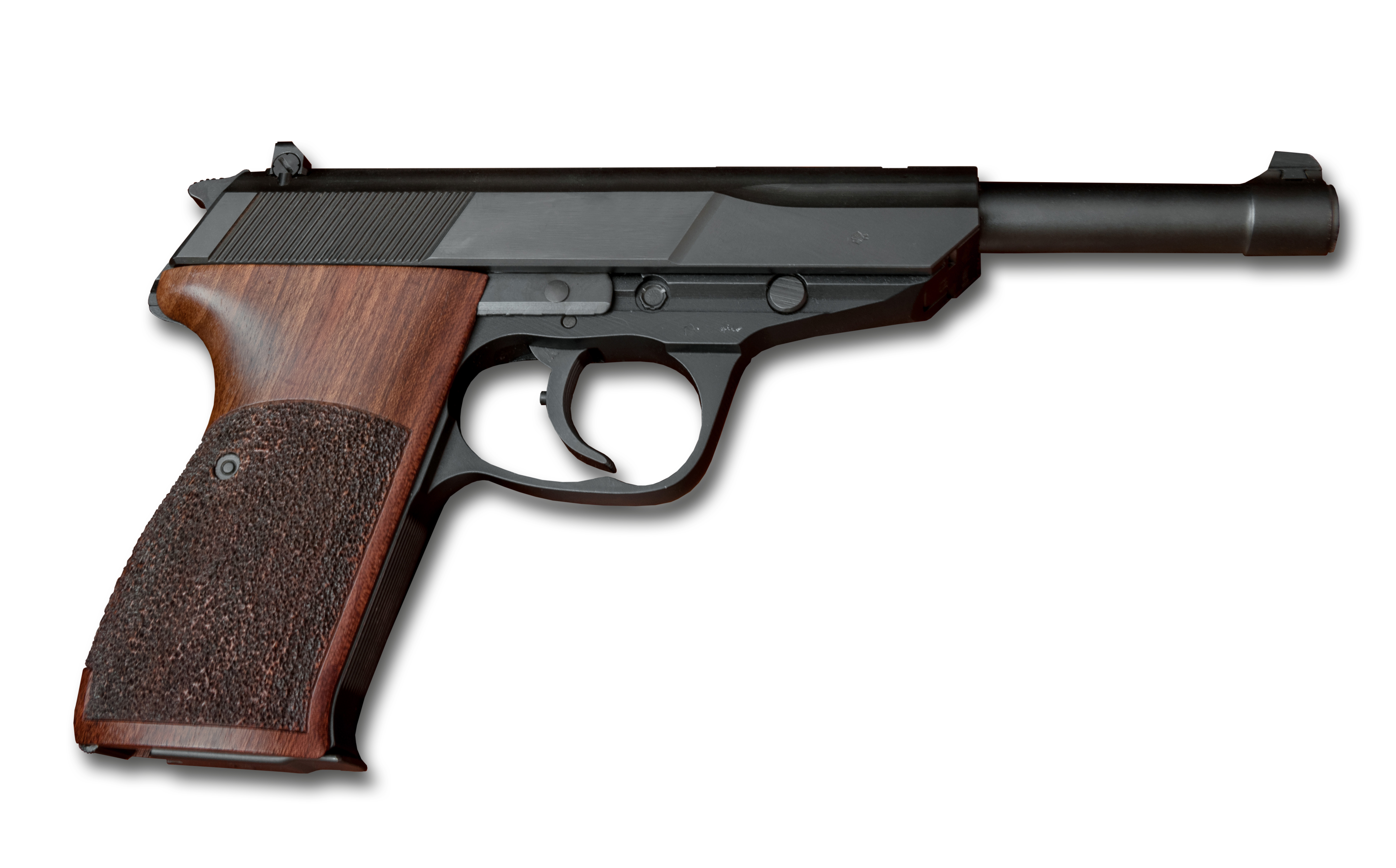
Walther P5 Lang

Zwischenzeitlich wird keines der Modelle mehr von Walther gefertigt. Die P5 (deren aufwändige Verriegelungskonstruktion die Herstellung der Waffe von Anfang an sehr kostspielig machte) ereilte damit das gleiche Schicksal wie kurze Zeit später die ebenfalls aus dem Hause Walther stammende P88.

## Verwendung
Obwohl der P5 von Experten ein gelungenes und funktionelles Design und hohe Funktionssicherheit bestätigt wurde, blieb innerhalb Deutschlands der große Verkaufserfolg aus. Lediglich die Polizeien von Baden-Württemberg und Rheinland-Pfalz beschafften ab 1979 das Standardmodell in 9 × 19 mm. Wenige kriminalpolizeiliche Dienststellen in Baden-Württemberg verwendeten zeitweise auch die kompakte Version. Erfolgreicher war die P5 auf dem Auslandsmarkt:
- Niederländische Polizei
- Portugiesische Streitkräfte
- Streitkräfte des Vereinigten Königreichs. In Großbritannien wurden 3000 Exemplare als Pistole L102A1 bei der 14th Intelligence Company in Nordirland und anderen Sondereinheiten eingeführt. Auf dem Sammlermarkt werden diese Pistolen heute meist fälschlicherweise dem SAS zugeordnet
- Ein weiterer behördlicher Nutzer war die US-amerikanische Sondereinheit „Detachment Alpha“, die während des Kalten Krieges in West-Berlin als Einheit für spezielle Aufgaben in der Terrorismusbekämpfung und Spionageabwehr aufgestellt und mit dem Fall des „Eisernen Vorhangs“ wieder aufgelöst wurde.